# Temă și remă
În lingvistică, termenii temă și remă se referă la împărțirea propoziției în două segmente, după unii autori considerate din punct de vedere logic, după alții din punct de vedere comunicativ sau pragmatic. Unii precizează că această împărțire este valabilă pentru propoziția văzută ca enunț, adică funcțiile de temă și remă se manifestă numai în contextul în care este folosită propoziția.
Conform unei definiții mai vechi, tema conține o informație deja cunoscută de participanții la comunicare, deci veche, iar rema o informație nouă. Unii lingviști le dau și în prezent această definiție.
După o definiție mai nouă, tema este despre ceea ce este vorba în propoziție, iar rema – ceea ce vrem să comunicăm despre temă.
În definiția mai multor lingviști actuali se combină cel puțin parțial cele două de mai sus. Astfel, tema este partea din propoziție ce reprezintă ceva sau pe cineva despre care este vorba în propoziție, informație deja cunoscută de participanții la comunicare, ceea ce ține de informația implicit admisă sau presupusă, iar rema – partea din propoziție ce reprezintă ceea ce se spune despre temă. Unii adaugă la aceasta că rema conține o informație nouă față de temă, iar alții că tema este punctul de pornire al comunicării.
Terminologia nu este unitară în ceea ce privește denumirile corespunzătoare temei și remei în literatura de specialitate anglofonă și francofonă, preluate și în cea maghiară. În general sunt considerate șiruri de sinonime următoarele:
- temă – en  topic, theme – fr  topique, thème;
- remă – en  predicate, comment, rheme – fr  prédicat, commentaire, rhème, propos.

Există și o viziune în care termenii englezi theme și topic nu sunt sinonime. Cel din urmă ar desemna prima secvență a propoziției, adusă pe primul loc de la locul ei canonic, prin urmare propoziția canonică nu ar avea topic.
În continuare folosim numai termenii „temă” și „remă”.

## Propoziția canonică
Propoziția canonică este una enunțiativă, neexclamativă, reală, pozitivă și completă, în care nu se face niciun efort pentru a atribui rolurile de temă și de remă, și care nu are nicio parte scoasă în evidență. Cel puțin în unele limbi, într-o astfel de propoziție, tema este pe primul loc, fiind de regulă subiectul, iar rema este toată partea din propoziție de după temă. Exemple:
- în limba franceză: Pierre aime Marie „Pierre o iubește pe Marie”[17];
- în limba engleză: A visitor is coming to the door „Un vizitator vine la ușă”[11];
- în limba muntenegreană: Komšija prodaje kuću u Danilovgradu „Vecinul vinde o casă în Danilovgrad”[4];
- în limba maghiară: János feltette a könyvet a polcra „János a pus cartea pe raft”[1].

În aceleași limbi, o excepție este propoziția cu predicat nominal având numele predicativ exprimat prin substantiv sau pronume. În acestea, subiectul poate fi și la începutul, și la sfârșitul propoziției, dar tema rămâne pe primul loc, iar rema pe al doilea. Exemplu:
- fr  Paris est la capitale de la France „Parisul este capitala Franței”;
- La capitale de la France est Paris „Capitala Franței este Parisul”.

După unii lingviști, toate propozițiile de mai sus nu ar putea fi considerate ca având temă, dacă răspund la întrebarea „Despre ce este vorba?”, dat fiind că toată propoziția conține o informație nouă, deci ar fi numai remă.

## Propoziții necanonice
În diversele situații de comunicare, nu toate propozițiile sunt canonice. Vorbitorii sau cei care scriu sunt cei care determină rolurile de temă și de remă ale diferitelor părți ale propoziției, în funcție de intențiile lor.
De exemplu, un vorbitor poate determina, punând o întrebare, ce parte a răspunsului va fi temă, respectiv remă. O întrebare precum fr  Quand vas-tu à la poste ? „Când mergi la poștă?” se referă la complementul circumstanțial de timp. Răspunsul poate fi, de exemplu, Je vais à la poste demain „Merg la poștă mâine”, în care tema este Je vais à la poste, pentru că informația conținută în această secvență este deja cunoscută, apărând în întrebare, iar rema – demain, acest complement reprezentând informația nouă. Dacă însă întrebarea este Que fais-tu demain ? „Ce faci mâine?”, adică se referă la predicat, răspunsul este același din punct de vedere gramatical și al conținutului ca cel precedent, Demain, je vais à la poste „Mâine merg la poștă”, dar aici Demain devine temă, în timp ce je vais à la poste devine remă. Prin urmare, vorbitorul, în acest exemplu cel care răspunde, tematizează o parte a propoziției și implicit rematizează restul ei.
Rolurile de temă și de remă pot fi determinate de contextul situațional și în absența vreunei întrebări. De exemplu, în secvența sr /hr  Slavko vidi Olgu. Olgu vidimo i mi „Slavko o vede pe Olga. Pe Olga o vedem și noi”, Olga este parte a remei în prima propoziție și devine temă în a doua.
Există și propoziții fără temă. Este, de exemplu, cazul celor care prezintă evenimente fără agent: hu  Érkezett egy levél „A sosit o scrisoare”, Esik az eső „Plouă” (literal „Cade ploaia”). În dialoguri, răspunsurile sunt de multe ori numai reme, fiind propoziții fragmentare, atunci când se evită repetarea conținutului întrebării. Exemplu: en  – Who sang the song? – Caroline „– Cine a cântat cântecul? – Caroline”.

## Tematizare, rematizare și scoatere în evidență
Tematizarea unei părți a propoziției și implicit rematizarea celeilalte se face prin diverse procedee, care pot diferi de la limbă la limbă. În unele limbi, de exemplu cele indo-europene, se realizează prin schimbări de topică și prozodice (accentuare și intonație) sau/și prin anumite construcții la care participă cuvinte suplimentare față de propoziția canonică. În alte limbi, de pildă coreeană, japoneză, tagalog, orice parte de propoziție poate fi temă, ceea ce este marcat cu o particulă sau un afix. În plus, tematizarea/rematizarea poate fi combinată cu scoaterea în evidență a temei sau a remei, ori a unei părți din acestea.

### Tematizare
În limbile în care, în propoziția canonică, tema (reprezentată de subiect) este plasată pe primul loc în propoziție, tematizarea altor părți de propoziție în sensul gramaticii tradiționale, eventual cu toată sintagma lor, se face prin același procedeu. Exemple:
- predicat verbal: fr  Pierre, Paul et Marie ont été reçus „Pierre, Paul și Marie au trecut la examen” → Ont été reçus Pierre, Paul et Marie „Au trecut la examen Pierre, Paul și Marie”[17];
- complement direct:

- fr  Paul a lu la lettre de Marie „Paul a citit scrisoarea lui Marie” → La lettre de Marie, Paul l’a lue „Scrisoarea lui Marie, Pierre a citit-o” – cu reluare în remă prin pronume personal;
- en  John gave the money to Peter yesterday „John i-a dat banii lui Peter ieri” → The money John gave to Peter yesterday „Banii i i-a dat John lui Peter ieri”;
- sr /hr  Olgu vidimo i mi „Pe Olga o vedem și noi”;
- hu  János feltette a könyvet a polcra „János a pus cartea pe raft” → A könyvet feltette János a polcra „Cartea a pus-o János pe raft”;

- complement indirect:

- fr  Nous ne savons rien de cet auteur „Nu știm nimic despre autorul acesta” → De cet auteur, nous ne savons rien „Despre autorul acesta nu știm nimic”;
- en  John gave the money to Peter yesterday „John i-a dat banii lui Peter ieri” → To Peter John gave the money yesterday „Lui Peter John i-a dat banii ieri”;

- complement circumstanțial:

- fr  Je vais à la poste demain „Merg la poștă mâine” → Demain, je vais à la poste „Mâine merg la poștă”;
- en  John gave the money to Peter yesterday „John i-a dat banii lui Peter ieri” → Yesterday John gave the money to Peter „Ieri John i-a dat banii lui Peter”;
- hu  János feltette a könyvet a polcra „János a pus cartea pe raft” → A polcra feltette János a könyvet „Pe raft, János a pus cartea”;

- atribut substantival: fr  Je n’ai jamais su les motifs exacts de cette brouille „Niciodată n-am aflat motivele exacte ale acestei certe” → De cette brouille, je n’ai jamais su les motifs exacts[23];
- nume predicativ:

- fr  Pierre n’est pas sérieux „Pierre nu e serios” → Sérieux, Pierre ne l’est pas – cu reluare în remă prin pronume personal;
- hu  Szép nem vagyok, de kedves annál inkább „Frumoasă nu sunt, dar drăguță/amabilă cu atât mai mult” – punere în opoziție a două însușiri.

Tematizarea se poate realiza și prin transformarea de la diateza activă la cea pasivă, în limbile în care această diateză este folosită:
- fr  Pierre accuse Paul „Pierre îl acuză pe Paul” → Paul est accusé par Pierre „Paul este acuzat de Pierre”[23];
- en  I helped the child „L-am ajutat pe copil” → The child was helped by me „Copilul a fost ajutat de mine”[21].

### Rematizare
În franceză, de exemplu, rematizarea fără scoatere în evidență se face prin plasarea părții respective a propoziției la sfârșitul acesteia (Je vais à la poste demain „Merg la poștă mâine” dacă propoziția este răspuns la întrebarea „Când mergi la poștă?”). În schimb, dacă se dorește scoaterea în evidență a complementului, acesta se plasează la începutul propoziției printr-o construcție specifică: C’est demain que je vais à la poste „Mâine merg la poștă”. Astfel se poate rematiza și scoate în evidență orice parte de propoziție în sensul gramaticii tradiționale, eventual împreună cu sintagma ei, în afară de predicat. Răspunsul la o întrebare care vizează subiectul unui predicat verbal nici nu se poate construi decât scoțându-l în evidență prin acest procedeu sau prin altă construcție. Astfel, la o întrebare precum Qui veut épouser Juliette ? „Cine vrea să o ia în căsătorie pe Juliette?”, răspunsul poate fi:
- cu rema la început, accentuată mai puternic: C’est Pierre qui veut épouser Juliette „Pierre (este cel care) vrea să o ia în căsătorie pe Juliette”;
- cu rema la sfârșit, accentuată mai slab: Celui qui veut épouser Juliette est Pierre „Cel care vrea să o ia în căsătorie pe Juliette este Pierre”.

În alte limbi, rematizarea sau/și scoaterea în evidență a unui asemenea subiect se poate face prin procedee ca cele de mai jos:
- sr /hr  plasarea remei la sfârșit și accentuarea ei mai puternică; Šunku donosi Slavko „Șunca o aduce Slavko”[9];
- hu  plasarea remei la început și accentuarea ei mai puternică: János olvasta el a könyvet „János (este cel care) a citit cartea”[25].

În franceză mai sunt și alte construcții de rematizare cu scoatere în evidență:
- a subiectului unui predicat nominal: La clé de l’évolution est le hasard „Cheia evoluției este întâmplarea” → Le hasard, voilà la clé de l'évolution „Întâmplarea, iată cheia evoluției”;
- a complementului direct exprimat prin verb la infinitiv: Il ambitionne brasser des affaires „Are ambiția să învârtă afaceri” → Brasser des affaires, c’est ce qu’il ambitionne „Să învârtă afaceri, asta are ambiția să facă”;
- a numelui predicativ exprimat prin adjectiv: La Loire est belle „Loara e frumoasă” → Elle est belle, la Loire „E frumoasă Loara” – cu subiectul exprimat de două ori, prin substantiv sau pronume personal accentuat la sfârșitul propoziției, anticipat cu pronumele personal neaccentuat corespunzător la începutul propoziției + verbul copulativ.

## Funcțiile structurii temă-remă
În afară de funcția logică/comunicativă în propoziție, tema și rema au o funcție și la nivelul discursului sau textului. Perechea temă-remă este unul din mijloacele de realizarea a legăturii dintre propoziții independente care nu sunt în aceeași frază, și între fraze, contribuind astfel la organizarea discursului/textului la nivel mezostructural, ceea ce asigură coeziunea și coerența sa. Propoziții învecinate pot fi interconectate prin faptul că rema uneia devine cel puțin parțial tema celei/celor următoare în aceeași formă sau în forma unui cuvânt cu același conținut noțional. Exemple:
- sr /hr  Slavko vidi Olgu. Olgu vidimo i mi „Slavko o vede pe Olga. Pe Olga o vedem și noi”. Partea principală a remei primei propoziții (Olgu) devine tema celei de-a doua[9].
- hu  Holnap az idő vagy esős lesz vagy napsütéses. Ha esik, itthon maradunk. Ha süt a nap, elmegyünk kirándulni „Mâine vremea va fi ori ploioasă, ori însorită. Dacă plouă, rămânem acasă. Dacă e soare, mergem în excursie”. În prima propoziție, rema are două părți importante, „ploioasă” și „însorită”. Prima devine tema celei de-a doua fraze, iar a doua – tema celei de-a treia[10].

Și în dialoguri, replicile pot fi legate între ele făcând dintr-o parte a predicatului unei replici tema replicii următoare en :
| – What happened to the money?             |  | „– Ce s-a întâmplat cu banii?           |
| – The money John gave to Peter yesterday. |  | – Banii i i-a dat John lui Peter ieri.” |

Vorbitorul care pune întrebarea face din „bani” tema în sens general a dialogului, iar cel care răspunde, repetând cuvântul „bani”, îl tematizează cu intenția de a-l menține ca temă generală a dialogului.
Interconectându-se în diverse moduri, temele și remele realizează o progresie tematică în discurs/text.